# Centro comercial

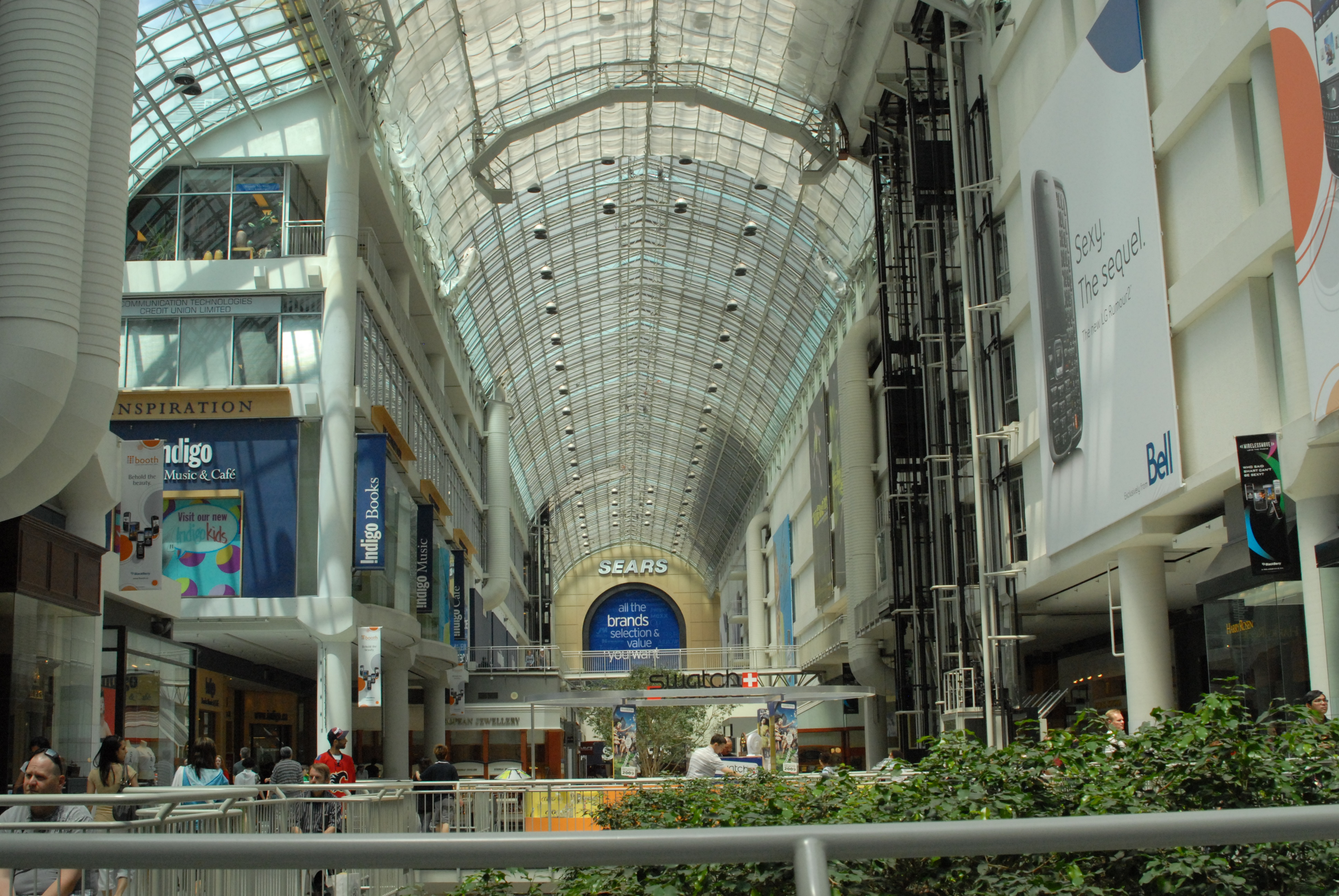
Interior de un centro comercial en Toronto (Canadá.

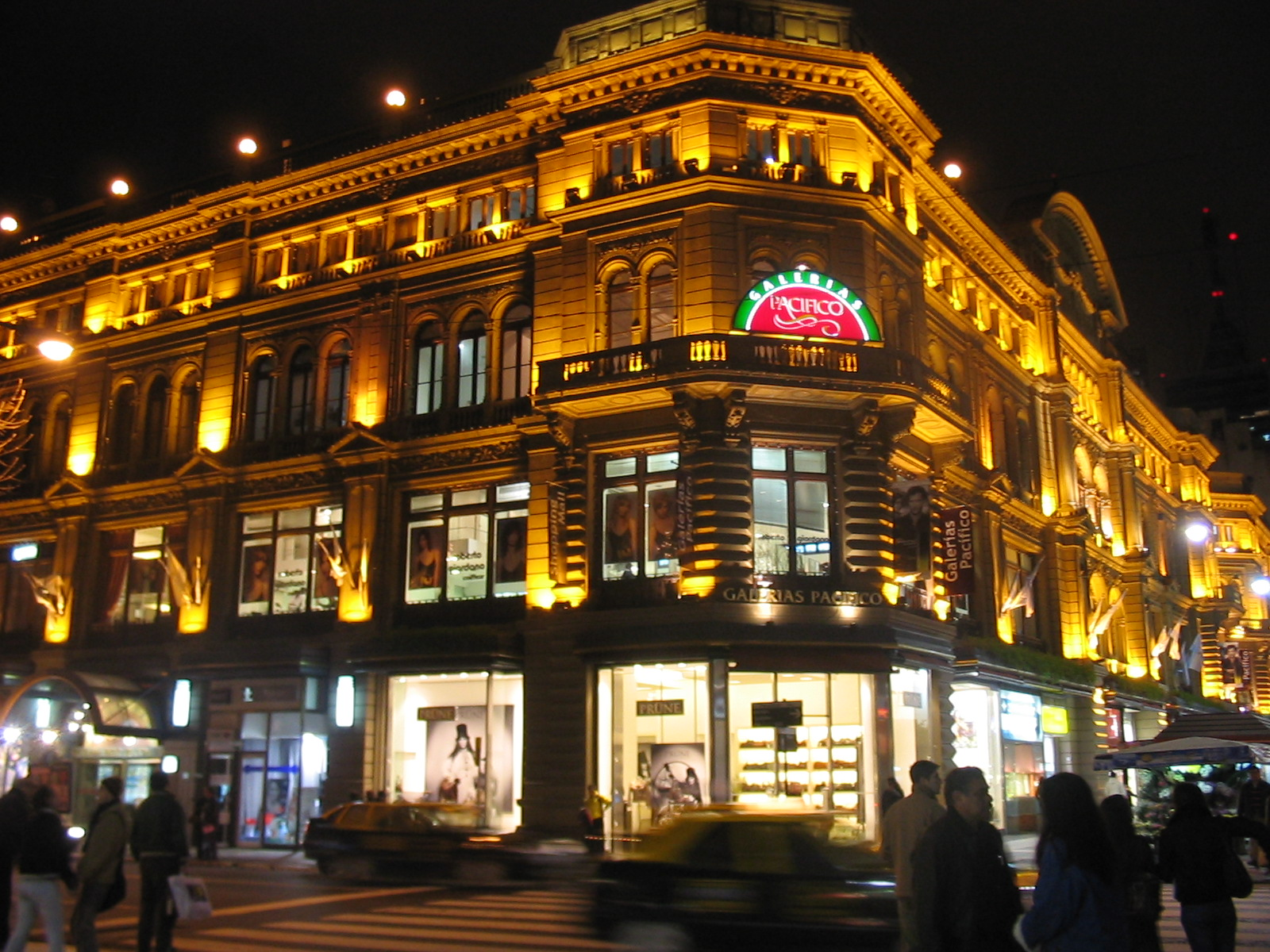
Galerías Pacífico, Buenos Aires (Argentina).

Un centro comercial, también llamado shopping, mall o mol, es una construcción que consta de uno o varios edificios, por lo general de gran tamaño, que albergan servicios, locales y oficinas comerciales aglutinados en un espacio determinado concentrando mayor cantidad de clientes potenciales dentro del recinto.
Un centro comercial está pensado como un espacio colectivo con distintas tiendas; además, incluye lugares de ocio, esparcimiento y diversión, como cines o ferias de comidas dentro del recinto. Aunque esté en manos privadas, por lo general los locales comerciales se alquilan y se venden de forma independiente, por lo que existen varios dueños de dichos locales, que deben pagar servicios de mantenimiento al constructor o a la entidad administradora del centro comercial.
Los primeros conjuntos conocidos de comerciantes bajo un mismo techo son los mercados públicos, que se remontan a la Antigüedad, y los mercados cubiertos, bazares y zocos de Oriente Próximo. En París, se construyeron unos 150 pasajes cubiertos entre finales del siglo XVIII y 1850, y en el siglo XIX se construyeron en toda Europa una gran cantidad de pórticos comerciales. En Estados Unidos, el uso generalizado del automóvil en la década de 1920 dio lugar a los primeros centros comerciales de unas pocas docenas de tiendas que incluían aparcamiento para coches. A partir de 1946, se construyeron grandes centros al aire libre con grandes almacenes (a veces como una colección de propiedades comerciales adyacentes con diferentes propietarios), y después centros comerciales cerrados, empezando por el Southdale Center de Victor Gruen cerca de Minneapolis en 1956.
En los países anglohablantes un shopping mall es un tipo de zona comercial, término estadounidense que originalmente significaba un paseo peatonal con tiendas a lo largo del mismo, pero que a finales de la década de 1960 comenzó a utilizarse como término genérico para grandes centros comerciales anclados por grandes almacenes, especialmente centros cerrados.  Muchos centros comerciales de Estados Unidos están actualmente en grave declive ("centros comerciales muertos") o han cerrado. Las excepciones más exitosas han añadido entretenimiento y experiencias, han añadido grandes superficies como inquilinos principales, o son formatos especializados: power centers, lifestyle centers, centros outlet, y festival marketplaces. Actualmente, en Estados Unidos hay aproximadamente alrededor de 1050 centros comerciales, lo cual supone un volumen de superficie excesivo para un país digitalmente muy avanzado. Entre los tipos más pequeños de centros comerciales en Norteamérica se incluyen centros comerciales de barrio e incluso más pequeños, loa strip malls. Los centros comerciales peatonales en Estados Unidos o Centros comerciales peatonales (calles comerciales), han sido menos comunes y han tenido menos éxito que en Europa. En Canadá, unos pasajes subterráneos en Montreal y Toronto unen grandes espacios comerciales adyacentes del centro de la ciudad.
En Reino Unido y Europa, los centros comerciales siguen creciendo y prosperando. En la región se distingue entre centros comerciales (tiendas bajo un mismo techo), recintos comerciales (zonas peatonalizadas de un pueblo o ciudad donde se ubican muchas tiendas minoristas), el "high street" (calle -peatonal o no- con una alta concentración de tiendas), y retail parks (normalmente fuera del centro de la ciudad, de 5000 m² o más y con grandes superficies o supermercados, en lugar de grandes o almacenes).

## Historia

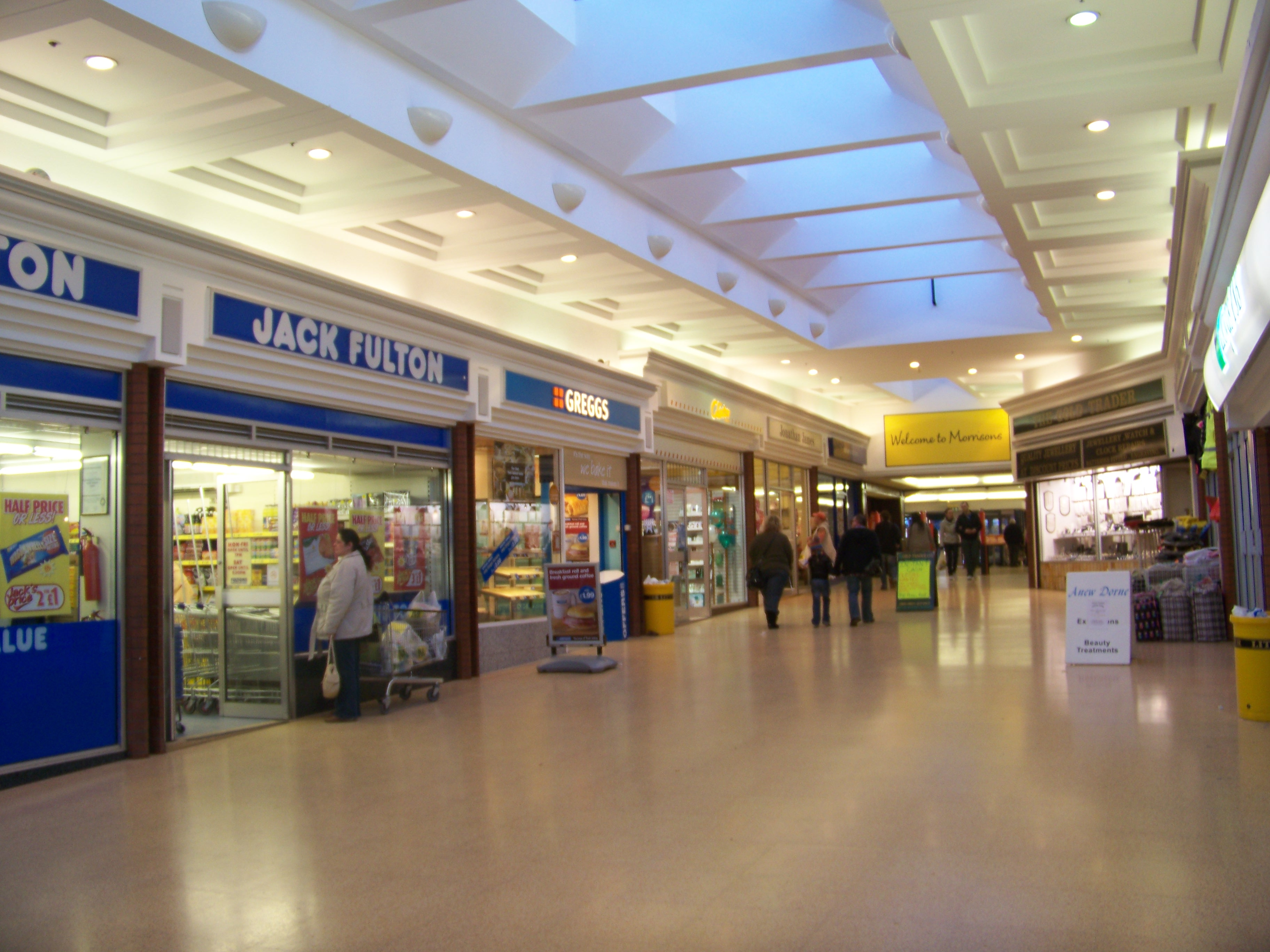
Interior del Penny Hill Centre, Hunslet (Leeds).

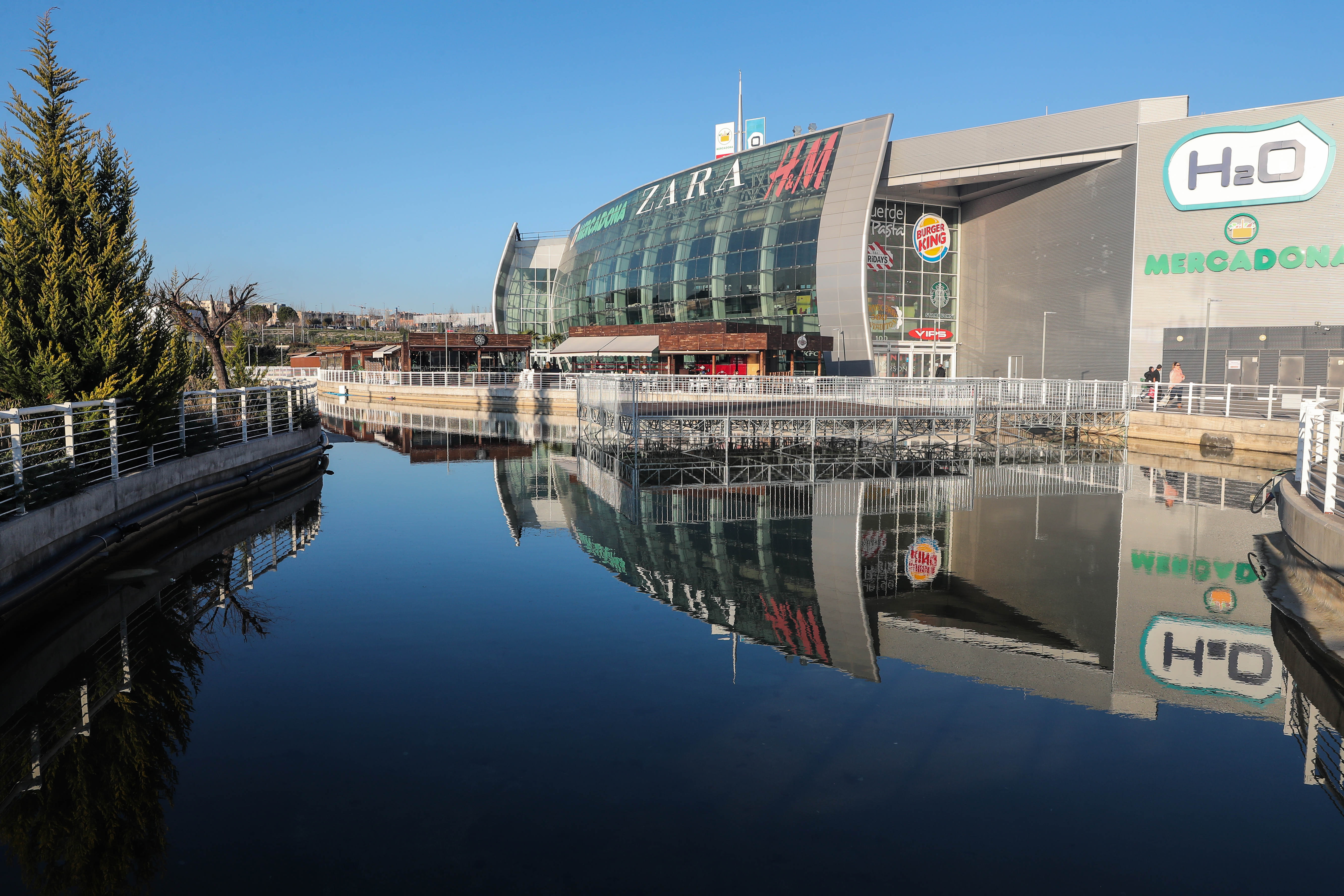
H2O Centro Comercial, situado en Rivas-Vaciamadrid.

El primer centro comercial de la historia fue el Mercado de Trajano, construido durante el gobierno del Emperador Trajano en el siglo II. 
En la Edad Moderna, la primera estructura parecida a lo que se considera como un "centro comercial" en la actualidad se encuentra en la ciudad de Damasco, capital de Siria. Se llama Al-Hamidiyah en el antiguo zoco de Damasco y se remonta al siglo XIX. Gran bazar de Isfahán, que en gran medida está cubierto, este se remonta al siglo XVII. Los diez kilómetros de largo cubierto del Gran Bazar de Teherán también tienen una larga historia. El Gran Bazar de Estambul, construido en el siglo XV y sigue siendo uno de los mercados cubiertos más grandes del mundo, con más de 58 calles y 4000 tiendas. 
Gostiny Dvor en San Petersburgo, que se inauguró en 1785, puede considerarse como uno de los complejos comerciales de primera a propósito-construido tipo de centros comerciales, ya que consistía de más de 100 tiendas con una superficie de más de 53.000 m² (570.000 pies cuadrados).
Los centros comerciales no son una innovación reciente. Uno de los primeros ejemplos de zonas comerciales públicas procede de la antigua Roma, en el foro donde se ubicaban los mercados comerciales. Uno de los primeros centros comerciales públicos es el Mercado de Trajano de Roma, situado en el Foro de Trajano. El Mercado de Trajano fue construido probablemente alrededor del año 100-110 d. C. por Apolodoro de Damasco, y se cree que es el centro comercial más antiguo del mundo. El Grand Bazaar de Estambul fue construido en el siglo XV y sigue siendo uno de los mayores centros comerciales cubiertos del mundo, con más de 58 calles y 4000 tiendas. Otras numerosas galerías comerciales cubiertas, como el Zoco Al-Hamidiyah del siglo XIX en Damasco, Siria, también podrían considerarse precursoras de los grandes centros comerciales actuales. El Bazar de Isfahán en Isfahán, que está cubierto en su mayor parte, data del siglo X. El Gran Bazar de Teherán, cubierto y de 10 kilómetros de largo, también tiene una larga historia. El centro comercial de ocupación continua más antiguo del mundo es probablemente el The Rows. Estas pasarelas cubiertas, que datan al menos del siglo XIII, albergaban tiendas, con almacenes y alojamiento para los comerciantes en varios niveles. Diferentes hileras se especializaban en distintos productos, como "Bakers Row" o "Fleshmongers Row".
El Gostiny Dvor de San Petersburgo, inaugurado en 1785, puede considerarse uno de los primeros complejos comerciales de tipo centro comercial construidos ex profeso, ya que constaba de más de 100 tiendas que cubrían una superficie de más de 53 000 m² (63 387,5 yd²).
El Mercado de los Niños Rojos de París se inauguró en 1628 y sigue funcionando en la actualidad. El Oxford Covered Market de Oxford, Inglaterra, se inauguró en 1774 y sigue funcionando en la actualidad.
El Passage des Panoramas se inauguró en París en 1798. El Burlington Arcade de Londres se inauguró en 1819.
The Arcade en Providence, Rhode Island introdujo el concepto de galería comercial en Estados Unidos en 1828 y es posiblemente el "centro comercial" más antiguo del país. La Galleria Vittorio Emanuele II de Milán, Italia, le siguió en la década de 1870 y se acerca más a los grandes centros comerciales modernos en cuanto a amplitud. Otras grandes ciudades crearon galerías y centros comerciales a finales del siglo XIX y principios del XX, como el Cleveland Arcade y el GUM de Moscú, inaugurado en 1890. El Cleveland Arcade, inaugurado en 1890, fue uno de los primeros centros comerciales cubiertos de Estados Unidos y, al igual que sus homólogos europeos, constituyó un triunfo arquitectónico. Dos de sus lados tenían 1.600 cristales enmarcados en hierro, y es un excelente ejemplo de arquitectura victoriana. El Queen Victoria Markets Building de Sídney, inaugurado en 1898, también fue un ambicioso proyecto arquitectónico.

## Tamaños

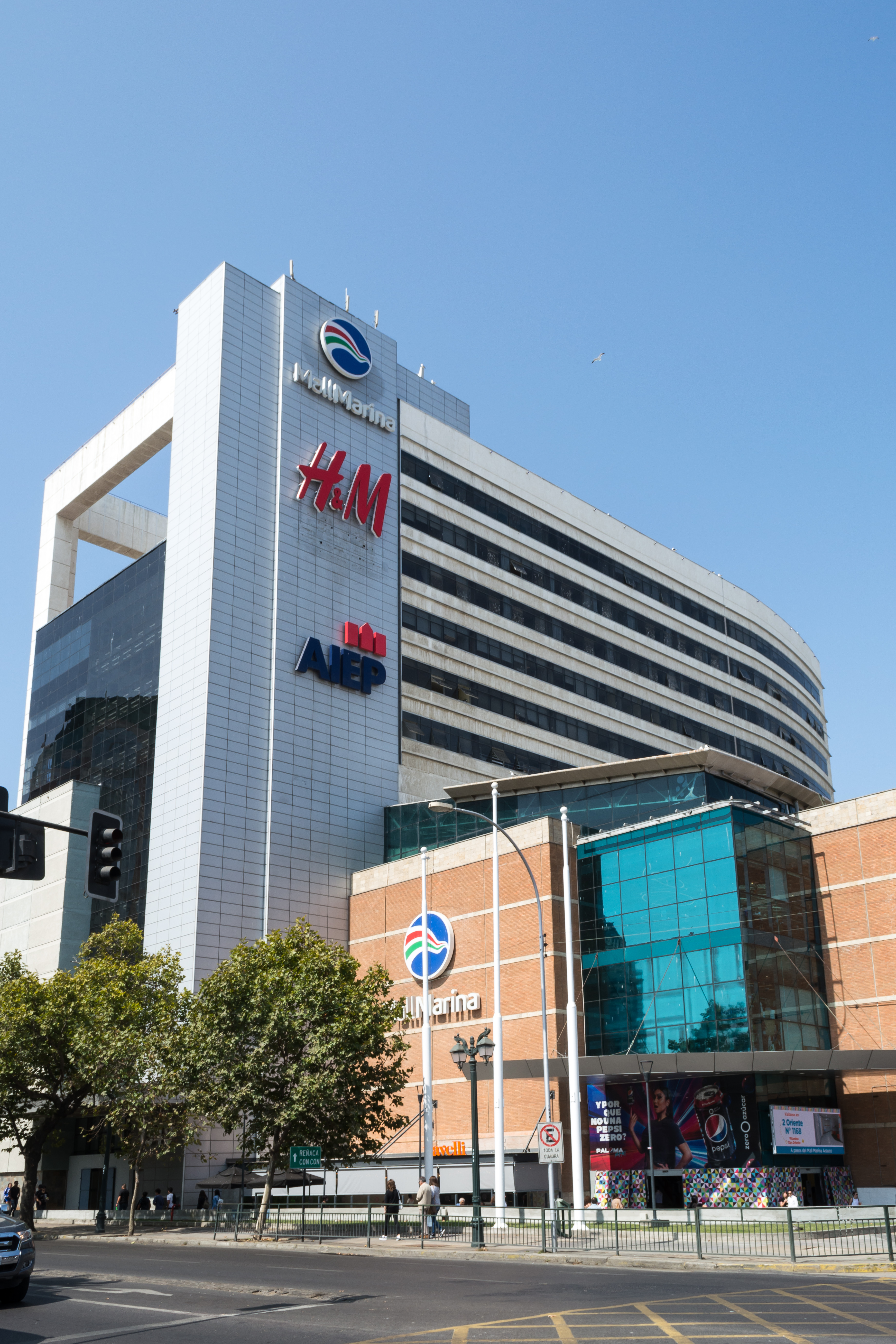
Mall Marina en Viña del Mar (Chile).

Según los acuerdos alcanzados por International Council of Shopping Centers y las asociaciones de centros comerciales de países europeos, la clasificación por tamaño de los centros comerciales es:
| Denominación | Siglas | SBA                      |
| Muy grande   | MG     | más de 79.999 m²         |
| Grande       | GR     | entre 40.000 y 79.999 m² |
| Mediano      | ME     | entre 20.000 y 39.999 m² |
| Pequeño      | PE     | entre 5.000 y 19.999 m²  |

Los edificios con menos de 5000 m² de SBA no se consideran centros comerciales, sino galerías comerciales.

## Características
Los centros comerciales poseen un orden determinado para disponer las tiendas; por ejemplo, una planta o sector está destinado a la venta de ropa, otro al expendio de comida y restaurantes, otro para cines y centro de diversión y ocio. Es casi imprescindible que el centro comercial tenga un supermercado o hipermercado.

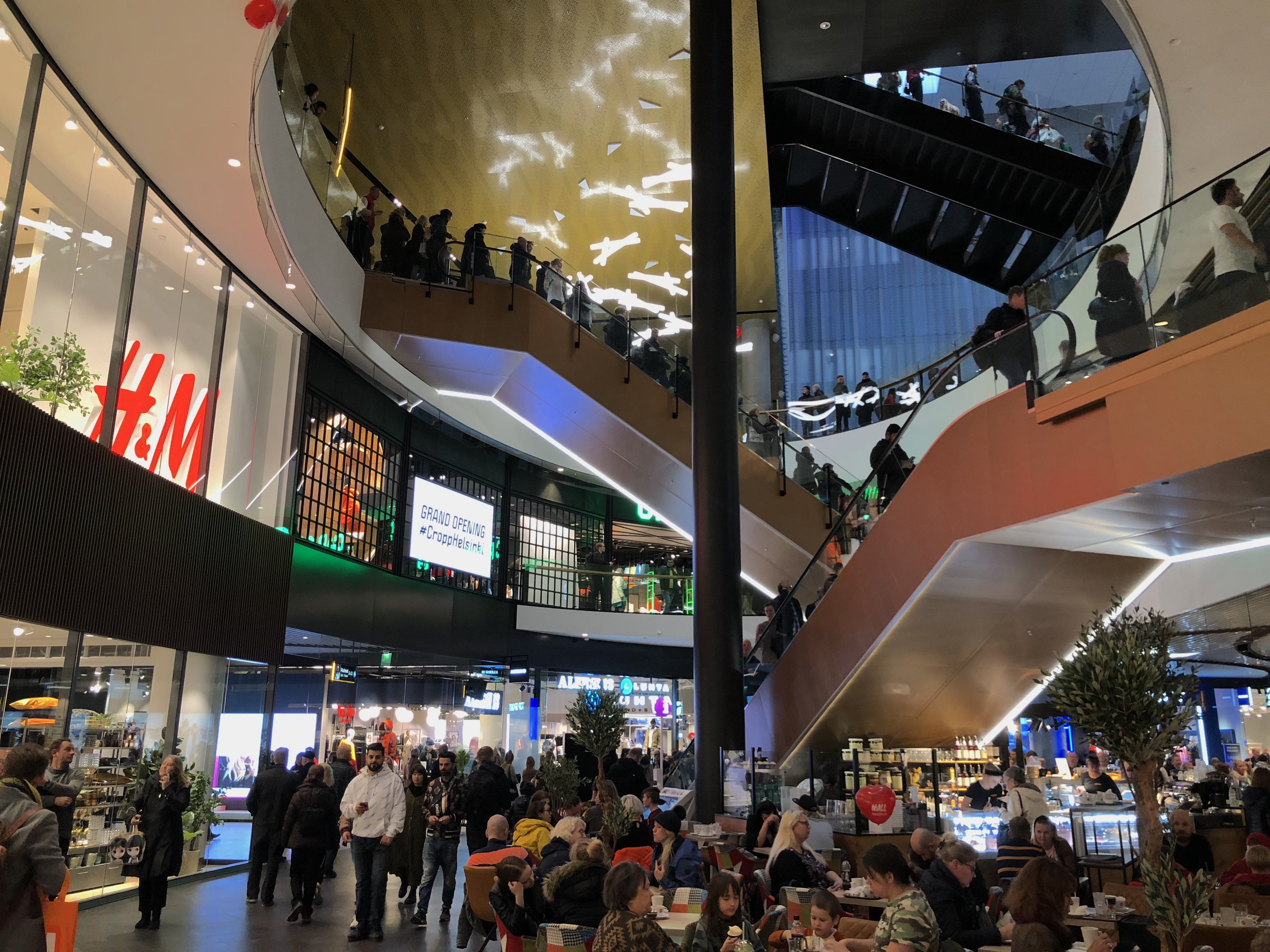
En términos de unidades alquilables totales, Mall of Tripla del Helsinki es el centro comercial más grande del norte de Europa.

Los centros comerciales son más habituales en las grandes ciudades, para así evitar el congestionamiento que produciría un mercado público, aunque los centros comerciales en ocasiones no evitan esta situación. La implantación de los centros comerciales está más arraigada en los países occidentales (América y Europa) y en el sureste asiático.
El centro comercial, además de tener una entidad comercial o económica, también tiene una gran connotación sociológica o antropológica, pues es un espacio de intercambio social y humano. Cumple las mismas funciones que cumplía la antigua plaza del pueblo: lugar de encuentro, manifestación de los intereses de las personas hacia los otros vecinos, que al final de la jornada en un fin de semana han pasado por allí, que es como la calle mayor que va a la plaza mayor en los pueblos o su equivalente en los barrios. Tiene un horario para los diferentes grupos de personas: familias, adolescentes, jóvenes, mayores, etc. Además, los gestores del centro y los comerciantes lo saben y organizan sus ofertas, promociones, exposiciones, para todos estos grupos. Incluso hay personas que ya aseguran que la vida en familia se hace de mejor forma en los centros comerciales.
La evolución del mercado de centros comerciales está relacionado de forma directa con la capacidad de consumo de los hogares, resintiéndose la actividad en épocas de crisis como la actual. El ratio de análisis de la madurez de este mercado ha sido la superficie bruta alquilable por habitante, aunque otras líneas de análisis prefieren la SBA/M€ consumido, que relaciona mejor el mercado inmobiliario y la economía real.

## Tipos

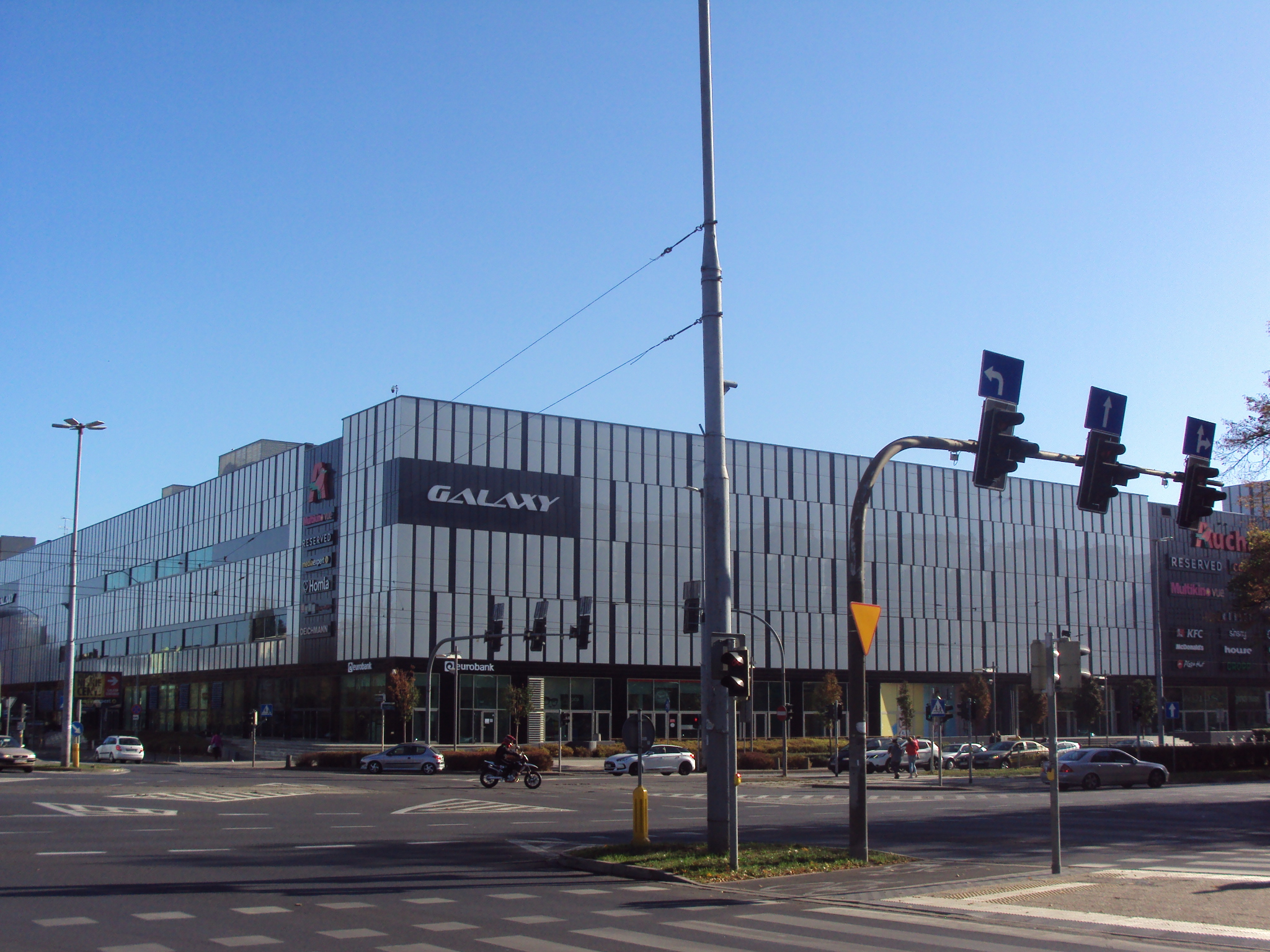
Centro comercial y entretenimiento de la Galaxy en Szczecin (Polonia)

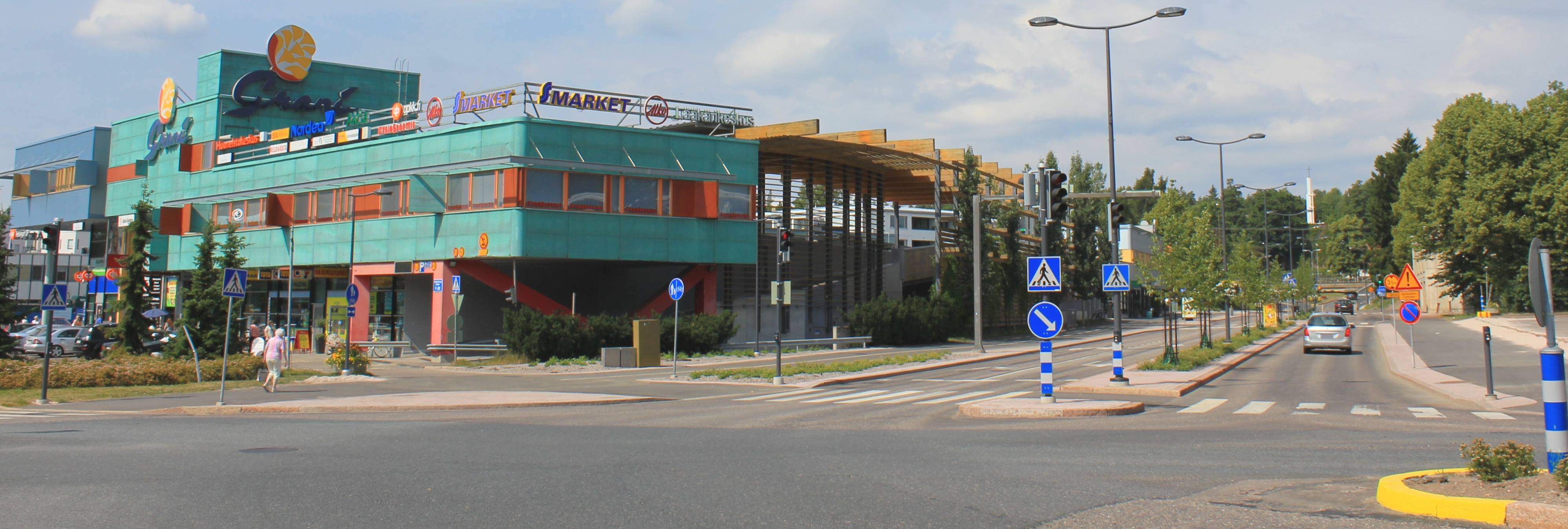
Centro comercial de la Grani en Kauniainen (Finlandia)

- Fashion mall o centro de moda: de dimensiones enormes con una tienda departamental grande, así como al menos 150 locales comerciales de venta minorista, generalmente de ropa y artículos de uso personal, casi siempre climatizadas, cerradas y de varios pisos y habitualmente acompañados de cines. Por lo general no poseen supermercados.
- Community center o centro comunitario: de uso diario, por consiguiente con supermercado. Vende artículos de uso común, variedad de productos que son de uso diario, y son visitadas por lo menos una vez a la semana. Son cerradas, climatizadas, de solo un piso y suelen contar con cines.
- Power center o paseo central: varias súper tiendas únicamente, no tienen pasillos interiores, básicamente son comercios de grandes dimensiones con gran distribución especializada.
- Town center o centro de pueblo: no necesariamente es un ancla de grandes dimensiones, pero sí varias chicas y con productos de uso cotidiano con muchos servicios (tintorerías, mercerías, convivencia, blancos, electrodomésticos, etc.), generalmente con pasillos interiores, aunque no siempre son cerradas.
- En línea: una nueva forma de comprar que se utiliza cada vez más por la gente, y es que las comodidades de poder comprar desde su casa o puesto de trabajo sin la necesidad de desplazarse gastando gasolina y/o tiempo, está causando furor. Este tipo de centros comerciales destaca por su crecimiento estadístico de ventas en los últimos años, especialmente en países desarrollados.
- Lifestyle center o centro de estilo de vida: es una variante de los centros comunitarios o de los centros de moda en los que se combinan hoteles, condominios, centro de convenciones, etc.
- Strip mall o mini centro comercial: centros comerciales de calle, más comúnmente de servicios, sin embargo con variedad de giros y algo de ropa, ya sea de una marca en especial pero muy exclusiva, o bien de uso común, tienen solo los pasillos frontales a los locales, no son climatizadas, el estacionamiento está enfrente de cada local, hay desde uno hasta tres pisos, comúnmente tienen algunos de los locales destinados a oficinas.